# Edens Zero
Edens Zero (エデンズゼロ?, Edenzu Zero) è un manga shōnen scritto e disegnato da Hiro Mashima, serializzato su Weekly Shōnen Magazine dal 27 giugno 2018 al 26 giugno 2024 e pubblicato contemporaneamente in versione digitale in cinque lingue differenti. La serie è edita in italiano dalla casa editrice Star Comics a partire dal 1º maggio 2019.

## Trama
Shiki Granbell è un orfano cresciuto da dei robot senzienti sul Pianeta Granbell, ex-sede di un grande parco divertimenti ormai abbandonato, vive insieme a suo nonno il Re Demone Ziggy. Il ragazzino vive sognando di vedere i draghi e riparando i suoi amici robot e durante l'infanzia non ha mai incontrato altri esseri umani, in quanto il parco non è più visitato da molti anni. Qui però, molto tempo dopo la morte di suo nonno, un giorno giunge una ragazza di nome Rebecca Bluegarden col suo gatto androide Happy con cui fa amicizia e, a causa di un piano dei suoi amici robot, fugge con lei viaggiando attraverso lo spazio con l'obiettivo di raggiungere l'entità conosciuta come Madre (o Mother), a bordo della nave "Edens Zero" appartenuta precedentemente a Ziggy. Sul loro cammino i tre incontreranno dei nuovi amici che diventeranno membri della loro ciurma.
Nel mondo di Edens Zero esiste L'Ether (エーテル?, Ēteru), che è il termine coniato e usato per riferirsi a tutte le forme di energia naturale. In alcuni ambienti è anche conosciuto come Magia (魔力?, Maryoku).
L'ether è la fonte di ogni potere, essendo descritto da alcuni in termini "non scientifici" come "magico"; ed è utilizzato da esseri umani e alieni, dall'atmosfera di certi pianeti e persino dalle macchine. Può manifestarsi in oggetti fisici come proiettili energetici. Gli utenti di Ether Gear sono in grado di sfruttare la potenza del loro Ether facendolo fluire attraverso i loro corpi in una configurazione specifica in modo simile a una macchina. A concentrazioni sufficientemente elevate, l'etere può anche formare materia solida nota come Lacrima. mentre Ether come il Light Ether e Water Ether possono fondersi per produrre un effetto scintillante come la pioggia.

## Personaggi

### Equipaggio della Edens Zero
Shiki Granbell (シキ・グランベル?, Shiki Guranberu)
Doppiato da: Takuma Terashima e Yurie Kozakai (da bambino) (ed. giapponese), Mosè Singh e Pietro Novara (da bambino) (ed. italiana).
Shiki è l'unico abitante umano del regno di Granbell, un parco a tema fantasy situato sull'omonimo pianeta e abitato solamente da robot, in quanto anni addietro fu abbandonato dagli esseri umani. Shiki fu portato qui da neonato dal suo nonno adottivo, il Re Demone Ziggy, il quale instilla nel nipote il desiderio di viaggiare nello spazio e l'importanza dell'amicizia. Inoltre, prima di morire, Ziggy insegna a Shiki come utilizzare il potere dell'Ether Gear della Gravità, chiamato Satan Gravity, un'abilità che gli permette di modificare la forza e la direzione della gravità per sé stesso e per gli altri esseri viventi o inanimati. Shiki è un ragazzo altruista, possiede un gran senso di fedeltà e di giustizia e adora conoscere cose nuove. Aspira a stringere amicizia con quanti più abitanti dell'universo possibile, ma avendo vissuto gran parte della sua vita con i robot che lo hanno cresciuto fin da piccolo, è alquanto goffo nell'interagire con altre creature. In seguito alla farsa dei suoi amici meccanici, orchestrata per fargli lasciare il pianeta Granbell, Shiki parte con Rebecca e Happy e inizia il suo viaggio nello spazio. Dopo la loro avventura sul pianeta Norma, diventa il Capitano della nave Edens Zero, un tempo appartenuta a suo nonno, e decide di salpare a bordo di essa con i suoi amici per trovare la famosa Madre un essere celestiale che lui sente misteriosamente di aver già incontrato in passato. Oltre alla Edens Zero, da suo nonno eredita anche il titolo di nuovo Re Demone. Non conoscendo il suo cognome originario, lo ricava dal pianeta su cui è cresciuto, dopo aver sconfitto Drakken Joe ritorna su Granbell e scopre la verità sui suoi vecchi amici incontrando una Versione Malvagia di Ziggy misteriosamente ritornato in vita che minaccia di sterminare l'umanità inoltre affronta nel Cosmo Aoi l'Imperatore Poseidon Nero e assiste alla morte di Witch così decide per Tre Anni di dare la caccia alla Eden's One diventando uno dei Sei Guerrieri Galattici al posto di Drakken Joe ed impedendo agli alleati di Ziggy di Conquistare i Pianeti dopo la disfatta di Poseidon Nero & Poseidon Shura. Dopo essere diventato più forte con l'aiuto di Master Xenolith, Shiki combatte contro gli altri Guerrieri Galattici alleandosi con la Galaxy Intelligence Army temporaneamente per annientare Deadend Crow ed Acnoella la Madre dei Draghi nel Cosmo Kaede ed ha finalmente modo di scoprire la verità su Ziggy e la Nave Eden's One promettendo di distruggerla e salvare Madre, così portano in salvo il Capitano Connor e l'Arcivescovo Saintfire Nox ovvero i genitori di Rebecca e si preparano a raggiungere con il Codice 3173 detto anche Etherion l'Universo Zero. Può raggiungere la modalità Overdrive assumendo le sembianze di un Demone ed il colore del suo Etere diventa Viola ed i suoi arti si ricoprono di scaglie metalliche Nere mentre il suo corpo viene circondato da un'aura Verde, il suo stile di combattimento è il Magimech Attack con cui imita lo stile di un mago. Ha ottenuto anche il potere Wormhole appartenuto a Poseidon Nero dopo aver distrutto Ziggy posseduto dall'IA della Eden's One ed è riuscito a padroneggiarlo.
Shiki ha un aspetto molto simile e condivide il suo nome con il protagonista di Monster Hunter Orage, uno dei precedenti manga di Hiro Mashima. Il nome "Shiki" significa quattro stagioni (四季?), e segue la tendenza di Mashima di nominare i suoi personaggi principali in base alle stagioni. Nelle prime bozze del manga, il nome di Shiki era "Ziggy", ispirato alla canzone di David Bowie Ziggy Stardust; nella versione finale del manga, Mashima diede questo nome al Re Demone Ziggy..
Rebecca Bluegarden (レベッカ・ブルーガーデン?, Rebekka Burūgāden)
Doppiata da: Mikako Komatsu (ed. giapponese), Erica Laiolo e Sofia Elfriede Bocchiola (da bambina) (ed. italiana).
Rebecca è una ragazza umana del pianeta Blue Garden. Rimasta orfana da piccola e cresciuta per strada, sopravvive grazie all'aiuto di uno scienziato conosciuto come Professor Weisz. Conosce inoltre il gatto antropomorfo Happy, che diventa il suo migliore amico e con cui cresce. Rebecca è una B-Cuber ossia una influencer interspaziale che viaggia attraverso il Cosmo Sakura per registrare video per il suo canale, Aoneko Channel, con l'obiettivo di raggiungere un milione di iscritti e diventare famosa. Fa parte della gilda di avventurieri Shooting Starlight. Come Shiki, non conosce il suo cognome originario e perciò lo ricava dal pianeta su cui è cresciuta. Dopo essere giunta su Granbell, conosce Shiki e, durante il presunto attacco dei robot, viene salvata dal ragazzo; lei decide allora di salvarlo a sua volta portandolo con sé sulla sua astronave. In seguito, parte con lui ed Happy per raggiungere Madre e diventa un membro della ciurma della Edens Zero. Col tempo sviluppa misteriosamente un potere Ether Gear, soprannominato Cat Leaper, che inizialmente sembra donarle maggiore agilità e velocità; quando viene catturata da Drakken Joe, tuttavia, scopre che il suo potere può in realtà riportarla indietro nel tempo, ma le è molto difficile controllarlo. In battaglia si destreggia con le armi da fuoco e sa pilotare diversi veicoli. Fra gli oggetti di uso comune di Rebecca vi sono il suo B-Cube, un piccolo cubo grigio con un simbolo a forma di cuore, la cui funzione è registrare, caricare e condividere video sul suo canale, e gli Happy Blasters, ossia Happy nella sua forma di pistola, che Rebecca può usare per sparare proiettili di etere. Sulla Belial Gore è lei a salvare Shiki sbloccando il suo potere ed ottiene l'Overdrive assumendo le sembianze di un Gatto ed il colore del suo Etere diventa Bianco mentre i suoi arti si ricoprono di pelo Blu e acquisisce una coda felina con un fiocco di Ether ed un paio di orecchie feline. Combatte contro l'esercito di Poseidon Nero insieme ai suoi compagni e assiste alla morte di Witch, tre anni dopo poi idealizza il piano di attirare un Cronofago sul pianeta Lendard dove affrontano Ziggy e scopre di essere la Figlia di Rachel conosciuta come Saintfire Nox, uno dei Sei Guerrieri Galattici Demoniaci ed anche che il misterioso Capitano Connor è suo padre, scoperta la storia di Ziggy e di Madre decide di salvarla insieme ai suoi amici andando nell'Universo Zero.
Stando alle parole di Hiro Mashima, il nome del personaggio deriva dall'omonima band musicale, poiché l'ossessione di Shiki per gli amici gli ricordava una delle canzoni del gruppo, Friends.
Happy (ハッピー?, Happī)
Doppiato da: Rie Kugimiya (ed. giapponese), Serena Clerici (ed. italiana).
Happy è un robot antropomorfo con le sembianze di un gatto blu, proveniente dal pianeta Exceed. Un tempo non meccanico, conobbe Rebecca da bambina su Blue Garden e divenne il suo migliore amico. Un incidente lo ferì fatalmente, ma la sua coscienza fu trasferita all'interno di un corpo robotico dal Professor Weisz. Ora un androide, è in grado di trasformarsi in un paio di pistole chiamate Happy Blaster, che sparano proiettili di Ether stordenti. Ha un B-Cube al collo ed assiste Rebecca durante la realizzazione dei suoi video. Entra nella ciurma della Edens Zero insieme a lei e Shiki. Scoprirà in seguito che anche Rebecca morì quel giorno ma usando il Cat Leaper involontariamente si salvò permettendo anche a lui di essere salvato, stringe un bel rapporto di amicizia con Pino e nell'Universo Zero si rivela non aver mai subito l'incidente per cui è rimasto un Gatto Alieno normale. Pur essendo un robot, è capace di respirare sott'acqua come Pino, e non arrugginisce a contatto con la stessa.
È basato sull'omonimo personaggio della serie Fairy Tail sempre di Hiro Mashima. L'unica differenza evidente tra i personaggi delle due serie è che la punta della coda di Happy in Eden's Zero è nera anziché bianca.
Weisz Steiner (ワイズ・シュタイナー?, Waizu Shutainā, Wise Steiner nell'anime)
Doppiato da: Hiromichi Tezuka e Mei Shibata (da bambino) (ed. giapponese), Alessandro Fattori e Annalisa Longo (da bambino) (ed. italiana)
È un avventuriero, membro dell'equipaggio della Edens Zero ed ex ladro del Pianeta Norma. È la versione più giovane del Professor Weisz, proveniente dell'Anno X442. La sua versione anziana e la sua copia giovane coesistono nella stessa linea temporale per via del tempo mangiato dal Cronofago, tuttavia i due sono persone differenti e avranno vite ed esperienze diverse. Il giovane Weisz della nuova linea temporale del pianeta Norma creata dal Cronofago incontrato dal gruppo di Shiki che fuggirà con loro, possiede l'Ether Gear delle macchine chiamato Machina Maker, che gli permette di controllare e modificare ogni tecnologia a proprio piacimento o distruggerla. È fissato con le belle donne e gli abiti succinti, gli piace il futuro e, seppur riluttante, è entrato nella Ciurma della Edens Zero dopo aver salvato Pino e averla riparata con i suoi poteri, tuttavia non ha potuto restituirle i suoi ricordi. Era un sottoposto di Sibir che però tradì; egli infatti, seppur una brava persona, è un ladro e aveva rubato la valigetta che trasportava Pino credendo fosse piena di denaro. È un grande pervertito e crea l'armatura da battaglia Arsenal con cui progetta di fare il supereroe. Viene mutilato del braccio destro da Fie nel Mondo nº29 ma grazie al Cat Leaper quel futuro viene cancellato anche se nel passato del Weisz della linea temporale originale è stato Drakken ad amputargli il braccio come punizione per un furto, dopo aver scoperto che Drakken Joe ha causato la morte di sua Madre Irma Steiner sottraendole energia vitale su Norma decide di ucciderlo ma l'amicizia con Shiki gli apre gli occhi e lo risparmia. È molto legato ad Hermit ed è un inguaribile pervertito, combatte insieme a Hermit contro il folle dottor Müller per vendicare le crudeltà compiute dallo scienziato pazzo sui suoi amici. Tre Anni dopo combatte insieme alla Ciurma contro l'equipaggio della Eden's One su Lendard nel Cosmo Kaede per sconfiggere Ziggy e scopre che il corpo di sua madre è stato rubato da quest'ultimo insieme ai cadaveri delle Madri di Homura, Kris & Kleene, Laguna ed alla Madre di Rebecca, unica tra loro ancora viva, soltanto per sfruttare il loro speciale Ether Materno per rintracciare Madre ed ucciderla. Dopo aver sconfitto Ziggy lui e gli altri trasportano via i corpi delle Madri che sono riusciti a recuperare e gli danno degna sepoltura per poi dirigersi verso l'Universo Zero. Può attivare anche lui l'Overdrive ed assume le sembianze di un Cyborg con sei tentacoli cibernetici sulla schiena ed il colore del suo Etere resta Giallo ma le braccia e le gambe si ricoprono di scaglie metalliche Nere ed i suoi capelli diventano Blu. Ha creato diverse Versioni di Arsenal dopo il primo prototipo: il Mark II, il Mark III ed il Warrior Arsenal-0 l'ultima versione preparata per affrontare il nuovo Universo.
Tutti i nomi degli attacchi di Arsenal sono ispirati ai nomi dei draghi di Fairy Tail. Hiro Mashima ha rivelato di aver 'inventato' il nome Weisz per dare un'impressione saggia al personaggio (infatti Weisz è una storpiatura di Wise che in inglese significa Saggio).
E.M. Pino (ＥＭ＝ピーノ?, Ī Emu Pīno)
Doppiata da: Shiori Izawa (ed. giapponese), Laura Cherubelli (ed. italiana)
Pino è la piccola robottina costruita dal Re Demone per ultima poco prima di morire, viene chiamata semplicemente Pino e per qualche motivo finì sul Pianeta Norma del Passato, dove fu fatta prigioniera da Sibir e la sua banda che la maltrattarono staccandole una gamba e torturandola, inoltre le fecero cancellare tutti i ricordi del suo padrone con la forza. Viene salvata da Weitz, Shiki e Rebecca e riparata con i poteri di Weitz ed entra nella ciurma della Edens Zero dove esprime il sogno di diventare prima o poi umana. Ha la particolare abilità di emettere Onde Radio chiamate EMP che disattivano ogni dispositivo elettronico e anche gli Ether Gear. Rappresenta la Luce della Nave (エデンズの光?, Edenzu no hikari) ed ha un legame misterioso con le Quattro Stelle Luminose, viene Hackerata su Lendard dall'Intelligenza Artificiale che manovra Ziggy per scoprire informazioni sulla Ciurma ma poi viene aggiustata da Hermit e Weisz per poi scusarsi con gli amici che però non le rimproverano nulla. Parte con la ciurma verso l'Universo Zero dopo aver scoperto che il Vero Ziggy le ha restituito i ricordi cancellati da Sibir ma decide di aspettare a rivelare ciò che ha scoperto sul suo passato e sulle Stelle Luminose. Lei e Happy, pur essendo robot, riescono a respirare sott'acqua senza problemi e non arrugginiscono al loro contatto.
Nel volume 4, viene detto che Pino è il personaggio preferito di Hiro Mashima, inoltre il nome completo di E.M. Pino è un gioco di parole sulla parola EMP, un'abbreviazione di "Electromagnetic pulse" ("impulso elettromagnetico") che è anche la sua abilità distintiva. Come si può inoltre intuire, il suo nome è anche un cenno a Pinocchio, un burattino che desidera diventare un vero essere umano.
Le Quattro Stelle Luminose del Re Demone (魔王四煌星?, Maō shikōsei)
Sono un gruppo di Androidi con sembianze femminili create da Ziggy per portare la Edens Zero alla sua piena capacità. Fanno anche parte della Ciurma della Eden's Zero, il gruppo si sciolse dopo che Ziggy decise di ritirarsi a Granbell per crescere Shiki, e le quattro donne si sono separate per seguire i propri desideri. Originariamente erano Witch, Sister, Hermit & Valkyrie ma in seguito alla morte di quest'ultima ne prese il ruolo sua figlia e allieva, Homura Kogetsu, diventando la prima donna non-Androide fra loro. Homura è fra l'altro l'unico membro delle 4 Stelle Luminose che utilizza l'Ether Gear. Le altre tre usano ciò che Sister Ivry chiama Ottimizzazione dell'Ether, nonché anche l'unico membro ad utilizzare l'Overdrive completo. Le 4 Stelle Luminose hanno fra l'altro dei Battle Dress, e sono tutti a tema: Witch ha un tema da "Strega", Sister uno "Angelico" in contrasto con la sua personalità e Hermit ha un tema da "Coniglietta", Valkyrie aveva un tema da "Cavaliere". Stranamente sembrano legate alle 4 Stelle Oscure della Eden's One, Wizard è legato a Witch, Brigandine è legato a Valkyrie, Killer è legato a Hermit & Clown è legato a Sister. Inoltre sembrano nascondere un passato da Umane in un mondo differente.
Witch Regret (ウィッチ・リグレット?, Witchi Riguretto)
Doppiata da: Kiyono Yasuno (ed. giapponese), Valentina Pollani (ed. italiana)
Talvolta conosciuta come la Strega d'acciaio (鋼鉄の魔女?, Kōtetsu no majo), Witch è una delle 4 Stelle Luminose del Re Demone ed ha il numero di serie E4, è stata confinata sulla nave per molti anni in ibernazione e protetta da Elsie Crimson, è la responsabile della gigantesca astronave Edens Zero nonché sua custode. Fu costruita dal Re Demone e tiene molto a quest'ultimo ed a Shiki, è piuttosto simpatica ed ha un animo nobile e gentile. Si veste come una Strega e fa parte della Ciurma della Eden's Zero è anche la timoniera e navigatrice della stessa e possiede l'Ether Gear della Magia Mage Spell che le permette di sfruttare varie tipologie di Ether come quello del Ghiaccio, dell'Aria, del Fulmine, ecc. Ha anche la capacità di modificare la nave e purificare l'ambiente dai parassiti proprio come una vera strega, inoltre può sfruttare il potere dell'Ether Shield che è lo scudo di energia prodotto dalla Edens Zero e l'abilità Battle Dress che permette di modificare l'abbigliamento da battaglia e il relativo equipaggiamento sia a sé stessi che agli altri, il suo opposto è Wizard e lei rappresenta lo Scudo della Nave.
Sister Ivry (シスター・イヴリィ?, Shisutā Ivuri)
Doppiata da: Yukiyo Fujī (ed. giapponese), Valeria Damiani (stagione 1) e Chiara Francese (stagione 2) (ed. italiana)
Sister è la Stella Luminosa E2 ed è stata imprigionata in una navicella spaziale dell'Impostora che rubava i suoi poteri per fare soldi è molto forte e aggressiva e si veste da suora infermiera ha l'Ether Gear Healing Atomizer che gli permette di curare chiunque da qualsiasi danno o malattia è spesso scurrile e ha un assistente, Moscoy, che la fa spesso arrabbiare. Viene salvata da Weitz ed Homura quindi sconfigge l'impostora che si spacciava per lei e si unisce alla ciurma della Edens Zero dopo 10 anni di prigionia ben volentieri, sembra andare d'accordo con Witch e il nuovo Re Demone ma non tanto con Hermit che è la sua rivale e adora torturare e interrogare i nemici diventa molto importante quando i suoi compagni sono feriti e cura Kleene dai suoi problemi psicologici, rappresenta la Vita della Nave e il suo opposto è Killer e possiede l'abilità Battle Dress. Una delle sue specialità è l'Heal Atomizer (ヒールアトマイザー?, Hīru Atomaizā) che le permette di guarire esseri viventi e meccanici con l'Healing Ether. Sebbene possa far rivivere esseri meccanici, Sister stessa non è in grado di recuperare i loro ricordi passati, ciò confermato anche da Witch e Shiki. Secondo Hiro Mashima, non c'è un significato speciale dietro il nome di Sister; mentre per Ivry gli piaceva il modo in cui suona.
Homura Kōgetsu (ホムラ・コウゲツ?, Homura Kōgetsu)
Doppiata da: Shiki Aoki (ed. giapponese), Giada Bonanomi (ed. italiana)
Nel corso della storia Valkyrie Homura (ヴァルキリー ホムラ?, Varukirī Homura), è una giovane allieva di Valkyrie ed è intenzionata a sconfiggere il Re Demone ma non è cattiva infatti la sua è una semplice sfida in quanto vuole diventare il guerriero più forte dell'universo e infatti si unisce alla ciurma della Edens Zero diventando così amica di Shiki e degli altri, possiede l'Ether Gear Soul Blade (ソウルブレイド?, Sōru Bureido) che gli permette di creare spade di plasma di ogni forma e tipo dalle mani in grado di distruggere e affettare ogni cosa, al contrario non è portata per le armi a distanza e ha il difetto di dire inconsciamente tutto ciò che pensa dicendo pure che non intende dirlo ad alta voce non rendendosi conto di averlo già fatto, da bambina era una povera orfana di un pianeta sconosciuto e Valkyrie la allevò e addestrò perché non si facesse più abbattere da nulla. Adora i suoi nuovi amici anche perché non ne ha mai avuti inoltre scopre di essere figlia di Madame Kurenai sul pianeta Sun Jewel e di essere stata abbandonata per la ricchezza, diventa l'erede di Valkirie e sua sostituta come Stella Luminosa in quanto questa è morta anche se evidentemente non potrà aprire la stanza dell'arma Etherion né indicare le coordinate che Valkirie aveva sulla posizione di Madre in quanto è un essere umano. Verrà catturata da Kleene ma torna libera grazie al Cat Leaper di Rebecca in seguito su Foresta riuscirà a diventare più forte, stranamente non riesce a soffrire il caldo, come erede di Valkyrie rappresenta la Spada della Nave ed il suo opposto è Brigandine. Hiro Mashima ha chiamato il personaggio "Homura", che significa "Fiamma" in giapponese, perché voleva un nome che desse l'impressione della forza del fuoco e del colore rosso.
Hermit Mio (ハーミット・ミオ?, Hāmitto Mio)
Doppiata da: Kanon Takao (ed. giapponese), Laura Valastro (ed. italiana)
Hermit è la Stella Luminosa E3 e dimostra solo 12 anni, in passato adorava gli umani ma poi quasi 10 anni fa un professore e la sua squadra le fecero costruire un'arma ingannandola e uccidendo tutti i robot che erano sul loro pianeta e il professore la costrinse a vedere la distruzione di tutto il pianeta e tutti i robot che erano lì e le rivelò che la sua era una setta Anti-Robot convinta che gli umani fossero superiori ad essi e non ne avessero bisogno, poi la torturarono a lungo prima di venire arrestati e uccisi. Da allora Hermit iniziò a disprezzare gli umani e si rifugiò sul pianeta Digitalis dove molti anni dopo incontrò Shiki e gli altri e sebbene rifiutasse di andare con loro cambiò idea dopo aver visto Shiki salvare una bambina fatta solo di pixel e li aiutò a sconfiggere Jamilov salvando Digitalis. Ha l'Ether Gear Master Code (マスターコード?, Masutā Kōdo) che le permette di controllare ogni programma informatico e ogni dato digitale e per questo è la miglior hacker del mondo. Si veste come una marinaretta e accetta di entrare nella ciurma della Edens Zero dove entra in contrasto con Weisz e Sister, si occupa della manutenzione e delle difese della nave in seguito però verrà danneggiata da Drakken Joe e ritorna normale grazie al Cat Leaper, ha anche un look da coniglietta e grazie a Weisz risolve i suoi traumi del passato sconfiggendo il malvagio Professore diventato un cyborg, rappresenta Il Cervello della Nave ed il suo opposto è Killer. Costruirà insieme a Weisz l'armatura di Arsenal e nell'anime viene inoltre confermato che la voce dell'intelligenza artificiale all'interno della suddetta armatura sia la sua. Stando alle rivelazioni date da Hiro Mashima in un firmacopie nel settembre 2021, originariamente Hermit doveva essere ispirata a Wendy di Fairy Tail, ma in seguito cambiò radicalmente la sua idea e il ruolo originario che Hermit doveva avere nella storia, creando il personaggio attuale. Inoltre originariamente il suo nome era Hermit Milon, tuttavia nella postfazione del volume 13, Mashima confermò il cambio del nome da Milon a Mio dato che Milon è il nome di un altro personaggio nel manga.
Moscoy (モスコイ?, Mosukoi)
Doppiato da: Mitsuo Iwata (ed. giapponese), Gabriele Donolato (ed. italiana)
Moscoy è l'assistente di Sister Ivry ed è stato costruito da Sister stessa, simile a un lottare di sumo ha un grosso bottone rosso sull'enorme pancione di metallo che attiva l'autodistruzione e una scritta sotto che dice di non premerlo, è molto sbadato e rischia spesso di premerlo da solo inoltre può volare ma non ha nessun Ether Gear, fa parte anche lui della ciurma della Edens Zero e sebbene buffo e sciocco è molto forte e può volare agitando le mani e le braccia sembra andare d'accordo con Coupcho. Moscoy è stato programmato per servire il prossimo e si dimostra estremamente fedele a chiunque sia il suo padrone. Ha l'abitudine di ripetere il suo nome e ciò deriva dal "dosukoi", un canto usato nella lotta di sumo. Hiro Mashima ha rivelato di aver inventato il nome di Moscoy dopo aver inventato questo suo motto. È stato rivelato che non era previsto che Moscoy si unisse all'equipaggio della Edens Zero, cosa che accadde dopo che Mashima lo prese in simpatia mentre disegnava il personaggio.
Valkyrie Yuna (ヴァルキリー・ユナ?, Varukirī Yuna)
Doppiata da: Miyuki Sawashiro (ed. giapponese), Tamara Fagnocchi (ed. italiana)
Valkyrie era la Stella Luminosa E1 ed aveva l'Ether Gear delle Spade Soul Blade (ソウルブレイド?, Sōru Bureido) che ha insegnato ad Homura. È scomparsa da un po' ed una sua copia viene usata da Xiao Mei per combattere contro Homura, qualche anno prima trovò la piccola a chiedere l'elemosina ed essere attaccata da alcuni criminali e la salvò prendendola sotto la sua ala protettiva e le insegnò a combattere divenendo la sua madre adottiva poi andò su Sun Jewel in cerca della madre di Homura e non fece più ritorno ma le lasciò un B-Cube con un messaggio si scopre che è morta per salvare la gente schiavizzata di Sun Jewel divenendo un simbolo di libertà, il suo opposto era Brigandine e rappresentava la Spada della Nave.
Laguna Husert (ラグナ・ヒューゼルト?, Raguna Hyūzeruto)
Doppiato da: Taku Yashiro (ed. giapponese), Andrea Oldani (ed. italiana)
Laguna è un ex sottoposto di Drakken Joe ed Element dell'acqua dall'aspetto attraente ed effeminato che faceva parte degli Element Four della Ciurma di Drakken, ha l'Ether Gear Tears Lover (ティアーズラバー?, Tiāzu Rabā) che gli permette di manipolare l'acqua e trasformare chi piange in una pozzanghera, l'acqua da lui controllata può anche tracciare di netto una colonna di metallo e schiacciare il ferro, inoltre non evapora nel fuoco. Si unisce alla ciurma della Edens Zero temporaneamente rivelando di essere un attore e che fa parte dell'Esercito Ribelle di Oasis nel Cosmo Aoi suo luogo di nascita e di aver collaborato con Drakken solo per rovesciare Poseidon Nero, il dittatore che controlla il Cosmo Aoi infatti ha intenzione di restare con loro solo fin quando non troverà il modo di realizzare il suo obbiettivo fingendo di non averne; tuttavia si affeziona al gruppo diventando un membro ufficiale, indossa le scarpe con i tacchi alti e a differenza di come può sembrare è una persona molto dolce ed emotiva e lega presto con Kleene e Jinn. In un firmacopie del settembre 2021, Mashima rivelò che Laguna è nato dalla richiesta di un giovane membro dello staff, che voleva un personaggio maschile con i tacchi a spillo.
Kleene Rutherford (クリーネ・ラザフォード?, Kurīne Razafōdo)/Sylph (シルフ?, Shirufu)
Doppiata da: Rumi Ōkubo (ed. giapponese), Federica Simonelli (ed. italiana)
Kleene è la sorella minore di Jinn ed ex membro della ciurma di Drakken Joe come una degli Element Four ed aveva il soprannome di Sylph, è sempre priva di emozioni e ha un'inquietante spilla tra i capelli che analizza le stesse mostrando il suo stato d'animo con un'emoji infatti da bambina fu torturata dal Professor Müller che la costrinse ad assistere alle mutilazioni e alle torture a cui veniva sottoposto il fratello maggiore. Il trauma le impedì di provare emozioni. Successivamente Sister ripara e cura il suo cervello permettendole di sorridere e quindi essendo affezionata alla Ciurma della Edens Zero decide di unirsi ad essa convincendo il fratello a fare lo stesso, ha l'Ether Gear del Vento Wind Snatch che le permette di creare raffiche d'Aria e trasformare ogni cosa in un soffio di Vento. È nata come la rampolla di una ricca famiglia che finanziava i laboratori Müller tuttavia quando il Dottor Müller fu arrestato e venne scoperta la verità sui suoi esperimenti e le sue ricerche i suoi genitori disgustati per aver aiutato un simile mostro ritirarono il loro sostegno finanziario, qualche tempo dopo Müller fuggì dalla prigione e per vendetta uccise i Rutherford e torturò a morte i due bambini usandoli come cavie e li costrinse a guardare mentre torturava l'altro trasformando Kris in un Androide O-Tech e lei in un'umana priva di emozioni finché furono salvati dall'arrivo degli esattori delle tasse al servizio di Drakken Joe. Drakken le offrì di entrare negli Element Four senza rivelare il motivo per cui ne aveva bisogno. A differenza di suo fratello il suo Ether gli permette di rubare ogni cosa attraverso il suo vento e sfruttarlo a suo vantaggio è inoltre un abile pilota. Col fratello rappresenta il Vento della Nave. Una delle sue abilità è il Wind Snatch (ウインドスナッチ?, Uindo Sunatchi) e proprio come suo fratello, può controllare il vento e le correnti d'aria con questa forma di Wind Ether Gear, permettendole di creare venti che circondano il suo caccia stellare anche nello spazio. Questo vento possiede il potere di "rubare" oggetti e persone, assorbendoli per il proprio uso. Kleene è in grado di cambiare il colore del vento e può elevare il suo livello qualitativo di almeno uno, impedendo che venga scisso. Tuttavia, il vento può essere bloccato e respinto da una quantità uguale di vento.
Kris Rutherford (クリス・ラザフォード?, Kurisu Razafōdo)/Jinn (ジン?, Jin)
Doppiato da: Yuki Shin (ed. giapponese), Federico Viola (ed. italiana)
Jinn il cui vero nome è Kris Rutherford è il fratello maggiore di Kleene ed ex mercenario di Rogue Out che credeva di collaborare con la vera Sister Ivry per farle curare sua sorella, dopo la fine di Rogue Out ha cominciato a lavorare per Drakken Joe siccome voleva proteggere sua sorella ignorando il fatto che Drakken usasse lei e gli altri Element Four per sopravvivere e che Sister era un membro della ciurma della Edens Zero, possiede come la sorella l'Ether Gear del vento ma il suo è differente e si chiama Wind Rage e infatti gli permette di creare un vento in grado di tagliare ogni cosa ed è uno dei pochi oltre Shiki a poter attivare la modalità "Overdrive" ossia la massima espressione del suo potere Ether. Kris era il primogenito della famiglia Rutherford che finanziava le ricerche del Dottor Müller ignorando il fatto che fossero al limite della pazzia e quando il professore fu arrestato e i suoi genitori ritirarono i fondi per punire il folle scienziato questi uccise i coniugi Rutherford in seguito alla fuga dal carcere e alla sua trasformazione in un cyborg e per vendetta catturò Kris e Kleene e li torturò a turno mostrando all'uno le mutilazioni e gli esperimenti che effettuava sull'altro, così Kris fu trasformato in un androide O-Tech e divenne un mercenario per cercare Sister Ivry, colei che avrebbe potuto curare sua sorella resa immune a qualsiasi emozione, dopo la fine di Drakken sale a bordo della Edens Zero per vegliare su Kleene che Sister sta curando venendo coinvolto con lei nelle battaglie della Ciurma contro la Edens One e gli uomini di Poseidon Nero finché la sorella non viene guarita completamente. Non ha la possibilità di vendicarsi di Müller, ma a questo penseranno Hermit e Weisz. Vede la sorella sorridere per la prima volta dopo anni e piange di gioia e dunque decide di unirsi alla ciurma insieme a lei dimostrandosi molto protettivo nei confronti della sorella in quanto si arrabbia appena vede un comportamento strano da parte degli altri maschi della ciurma tuttavia stabilisce presto una bella intesa con Laguna e gli altri. In battaglia è abile sia nel corpo a corpo che negli scontri a distanza, inoltre il suo corpo cibernetico è dotato di armi incorporate. Con la sorella rappresenta il Vento della Nave.
Chloé Françoise Ai (クロエ・フランソワーズ・愛あい?, Kuroe Furansowāzu Ai)/Couchpo (カウチポ?, Kauchipo)
Dopiata da: Satomi Arai (ed. giapponese), Giada Sabellico (ed. italiana)
Meglio nota con il suo nome d'arte Couchpo, è una B-Cuber che gestisce il canale Mogumogu incentrato sul cibo; è una ragazza piuttosto in carne con un grande appetito e molta simpatia che ha incontrato Rebecca sul pianeta Guilst quando erano state rapite da Rogue Out e rincontrata sul pianeta Foresta, non è chiaro se sia unita alla ciurma della Edens Zero per realizzare i suoi video o per la sua cucina ben fornita, dove però si rivela una buona cuoca.

### Nemici
Rogue Out (ローグアウト?, Rōgu Auto)
Rogue Out è un gruppo di mercenari che ha sede su Guilst e che catturò Sister quando lavorava per Meteor Torch. La loro leader è un'androide femmina che iniziò a fingersi Sister e a rubarle i poteri per fare soldi. Hanno lavorato per lei Jinn e Moscoy.
Illega (イリーガ?, Irīga)
Doppiato da: Masafumi Kimura (ed. giapponese), Ruggero Andreozzi (ed. italiana)
Illega è un vecchio rospo alieno dalle fattezze umanoidi. Grasso, ricco e arrogante, controlla il pianeta Guilst che ha deciso di trasformare in una discarica di rifiuti umani e alieni. Paga Jinn perché rapisca le B-Cuber in modo da ucciderle e trasformare i loro corpi nudi in statue di pietra da usare come mobilio o decorazione d'interni. Ha una completa mancanza di rispetto ed empatia per le altre persone, credendo che queste valgano solo la quantità di denaro che hanno. A causa della sua incredibile ricchezza, si considera con grande presunzione e crede di poter fare tutto ciò che desidera. L'alieno ha molto probabilmente una profonda furnifilia, parafilia che utilizza per umiliare le B-Cuber che pietrifica ed usa come oggetti d'arredamento. Muore a seguito del passaggio del Cronofago su Guilst insieme a tutti gli avanzi di galera della sua risma.
Sibir (シビル?, Shibiru)
Doppiato da: Yutaka Aoyama (ed. giapponese), Marco Panzanaro (ed. italiana)
Sibir era un criminale del pianeta Norma dello Weitz giovane, era una sorta di boss dei bassifondi e torturò Pino costringendola a cancellare i ricordi del suo padrone e creatore e le spezzò una gamba costringendola a sostituirla con un chiodo e facendola ballare per umiliarla, tutto ciò era dovuto alla sua convinzione che i robot fossero solo dei giocattoli e quindi inferiori, viene pestato a dovere da Weitz e Shiki nonostante cerchi di eliminarli con una gigantesca armatura, Sembra che sia in grado di parlare come un uccello, dato che viene mostrato mentre parla con Payo. È un tipo estremamente crudele, poiché deride, tortura sia fisicamente che mentalmente i più deboli di lui e si arrabbia quando non ottiene ciò che vuole. In seguito ricompare la sua versione anziana, Sibir (X492) del pianeta Norma del professor Steiner che rivela di essere stato anche lui una brutta persona ma ora è un uomo diverso grazie al professore, aiuta la ciurma contro Drakken Joe sul pianeta da questi controllato ma viene ucciso nel mondo nº29 però viene salvato nel mondo nº30.
Spider (スパイダー?, Supaidā)/Jamilov (ジャミロフ?, Jamirofu)
Doppiato da: Tatsumaru Tachibana (ed. giapponese), Mattia Bressan (ed. italiana)
Spider è un diabolico e psicotico hacker che si diverte a fare il killer nel pianeta Digitalis con il nome di Jamilov ma viene sconfitto da Hermit e Shiki, si illude di essere un membro importante della ciurma di Drakken Joe che considera un fratello. Attacca la Edens Zero dopo essere sfuggito dal pianeta Digitalis ma viene nuovamente sconfitto e va a lagnarsi da Joe che dopo averlo disconosciuto lo fa uccidere da uno dei suoi.
Drakken Joe (ドラッケン・ジョー?, Dorakken Jō)
Doppiato da: Taiten Kusunoki e Mikako Komatsu (da bambino) (ed. giapponese), Luca Ghignone e Elisa Giorgio (da bambino) (ed. italiana)
Drakken Joe è un diabolico Pirata Spaziale, ed è ossessionato dal denaro agisce spesso da boss mafioso ed è solito uccidere chi infanga il suo nome e ha dei rapporti con il giovane Master di Meteor Torch, detta anche Shooting Starlight vuole impossessarsi della Edens Zero e la attacca tendendo poi un agguato all'equipaggio sul pianeta che controlla il suo Ether Gear si basa sulla trasformazione della materia e si chiama Alchemist (アルケミスト?, Arukemisuto) chiama Rebecca nº29 e afferma che il suo Ether Gear può modificare le leggi dell'Universo e il suo nome è Cat Leaper spara a Shiki per costringere Rebecca a servirlo però questa riavvolge tutto con i suoi poteri. Il gruppo lo affronterà nella realtà n°30 e durante lo scontro si scoprirà che l'uomo assorbe l'energia vitale agli altri per restare giovane e allungare la sua vita, Kriss distruggerà il dispositivo trasformando l'uomo in un mostro, ma viene sconfitto da Shiki che sfrutterà per la prima volta l'Overdrive, una volta sconfitto tornerà a quella che è la sua vera età ossia quella di un vecchio decrepito, in un flashback prima di venir arrestato si scoprirà che nacque in una colonia con aspettative di vita basse e cercò di allungare la sua vita terrorizzato dall'idea di morire. È uno dei Sei Generali Galattici Demoniaci (銀河六魔将?, Ginga rokumashō), ossia un'organizzazione di sei criminali intergalattici estremamente potenti che operano nel Cosmo Sakura e oltre. Meglio conosciuto come Dark Alchemist (闇の錬金術師?, Yami no renkinjutsushi), è l'ormai ex proprietario del Belial Gore, ed è stato il fondatore e amministratore delegato della sua stessa organizzazione criminale. Viene talvolta chiamato "Undead Joe" (不死者アンデッドジョー?, Andeddo Jō) per il suo corpo mai invecchiato e "DJ Zombie" (ＤＪゾンビ?, DJ Zonbi) mentre operava a Norma. Il suo nome deriva dal videogioco Drakkhen.
Noah Glenfield (ノア・グレンフィールド?, Noa Gurenfīrudo)
Doppiato da: Nobuhiko Okamoto (ed. giapponese), Manfredi Mo (stagione 1) e Ezio Vivolo (stagione 2) (ed. italiana)
Noah è il giovane Master di Shooting Starlight anche detta Meteor Torch è un criminale amico di Drakken Joe. Per qualche ragione è stato rapito insieme alle ragazze B-Cuber dal Rospo Alieno Illega e si è messo in affari con Joe e Madame Kurenai per impossessarsi della Edens Zero. È all'apparenza un giovane ragazzo crudele e sadico.
Madame Kurenai (紅婦人?, Kurenai Fujin)
Doppiata da: Mie Sonozaki (ed. giapponese), Alessandra Eleonori (ed. italiana)
Madame Kurenai è la regina del pianeta Sun Jewel, adora il denaro e ha molti servitori e costringe alcune persone a farle da schiavi e lavorare per sempre nella sua cava di metalli preziosi, ha un guanto che brucia tutto ciò che tocca e si rivela essere la madre di Homura partita in cerca di fortuna, ha stretto un'alleanza con Drakken Joe e Master Young per impossessarsi della Edens Zero che si era ancorata sul suo pianeta è avida e senza scrupoli viene sconfitta da Shiki e probabilmente uccisa dalle sue scorse vittime.
Capitano Conner (コナー?, Konā)
Doppiato da: Kenta Sasa (ed. giapponese), Roberto Accornero (ed. italiana)
Il Capitano Conner è un uomo misterioso che proviene dal di fuori del Cosmo Sakura e ha un tatuaggio con scritto "Eden's One" è molto abile nel manovrare una nave spaziale e infatti ha guidato tra gli asteroidi la Edens Zero facendola arrivare a Sun Jewel molto prima del tempo necessario a compiere la distanza, in seguito da una mano a respingere l'invasione della nave da parte di Drakken Joe ma scompare ricomparendo a seguito del Cat Leaper di Rebecca, si rivela essere un timoniere esperto ingaggiato dal Re Demone Ziggy per guidare la Edens One (unico umano della ciurma) e quindi un nemico, ma sembra avere opinioni diverse da Ziggy. Ha un Ether Gear sconosciuto che gli permette di guidare letteralmente ogni cosa persino lo spazio attorno a sé.
Ziggy (ジギー?, Jigī)
Doppiato da: Hōchū Ōtsuka (ed. giapponese), Cesare Rasini (ed. italiana)
Conosciuto come il precedente Re Demone, è un robot benevolo del Regno di Granbell situato sull'omonimo Pianeta. All'interno del parco riveste il ruolo di animatrone malvagio e è apparentemente morto finendo l'energia. Ha cresciuto Shiki, che lo considera come suo nonno, e gli ha insegnato il suo Ether Gear della gravità. Sembra aver avuto a che fare con Madre ed era il possessore della nave spaziale Edens Zero che ha affidato ad Elsie. Ha costruito gli Androidi Witch, Sister Ivry, Hermit, Pino e Valkyrie, i quali possono portare la nave oltre il Cosmo Sakura è apparentemente tornato indietro dal suo viaggio verso Madre portando con sé Shiki ed interrompendo la sua ricerca per motivi sconosciuti ed era anche amico di Elsie.
Clown (クラウン?, Kuraun)
Doppiato da: Junichi Yanagita (ed. giapponese), Massimo Di Benedetto (ed. italiana)
È uno dei 4 Androidi Malvagi opposti alle Stelle Luminose chiamati Quattro Stelle Oscure e rappresenta la Morte dell'Edens One, è l'opposto di Sister.
Wizard (ウィザード?, Wizādo)
Doppiato da: Taishi Murata (ed. giapponese), Jacopo Calatroni (ed. italiana)
È uno delle 4 Stelle Oscure, rappresenta la Lancia dell'Edens One ed il suo opposto è Witch, è dotato di poteri elementali come quest'ultima, può usare la Battle Suite e assorbire l'Ether.
Brigandine (ブリガンダイン?, Burigandain)
Doppiato da: Shota Yamamoto (ed. giapponese), Diego Baldoin (ed. italiana)
È il più grande Androide delle 4 Stelle Oscure e rappresenta la Corazza dell'Edens One, è l'opposto di Valkyrie.
Killer (キラー?, Kirā)
Doppiato da: Aoi Ichikawa (ed. giapponese), Lorenzo Briganti (ed. italiana)
Uno delle 4 Stelle Oscure e si contrappone a Hermit ed è l'Intelligenza dell'Edens One. È capace di modificare la realtà per attacchiba sorpresa.

### Altri
Elsie Crimson (エルシー・クリムゾン?, Erushī Kurimuzon)
Doppiata da: Sayaka Ōhara (ed. giapponese), Elisa Giorgio (ed. italiana)
Elsie è il capitano di una Ciurma di Pirati Spaziali, ed è una piratessa molto forte e temuta, ma ha un forte codice morale e non attacca deboli e indifesi. Apparentemente ignorava che uno dei suoi uomini, Jesse, fosse un membro della GIA e vuole arrestarla ma in realtà sa tutto e lo libera senza arrabbiarsi. I suoi principali nemici sono Justice e l'Alleanza Interstellare Poliziesca. Aiuterà Shiki durante l'attacco dell'Edens One e li seguirà nel Cosmo Aoi, Il suo Ether Gear è Star Drain (スタードレイン?, Sutā Dorein) che le consente di assorbire l'Ether del Pianeta in cui si trova e trasformalo in un Battle Dress e sfruttarne i poteri in battaglia. Da piccola era la principessa di un regno alieno in un altro Cosmo, ma perse tutta la famiglia, il popolo e l'occhio destro, fu trovata da Ziggy e passò diverso tempo sulla Edens Zero per poi custodirla e donarla a Shiki. Considera la sua Ciurma la sua famiglia ed è disposta a tutto per di proteggerla.
Professor Weitz (ワイズ・シュタイナー?, Waizu Shutainā)
Doppiato da: Hiromichi Tezuka (ed. giapponese), Massimiliano Lotti (ed. italiana)
Il Weitz dell'anno X492 è lo scienziato che ha ricreato Happy con un corpo artificiale ed ha cresciuto Rebecca. Viene incontrato anche in una sua versione di 50 anni fa da Shiki e Rebecca a causa del Cronofago, un mostro che divora il tempo di un pianeta cancellando la vita e riportandolo al suo passato ma lui si salva fuggendo in tempo dal pianeta assieme ad altri. È originario del Pianeta Norma. Il Giovane Weitz è l'esatto opposto della sua versione del presente che è generoso, nobile e onesto. Inoltre il professore non possiede l'Ether Gear Machina Maker come la sua versione giovane alternativa né la sua personalità e infatti sia queste che le loro storie sono del tutto diverse. A causa del suo arto artificiale il Weitz giovane è dunque un'altra versione di lui proveniente da una linea temporale creata dal Cronofago motivo per cui non corrono rischi pur vivendo nella stessa epoca e dimensione.
Madre (マザー?, Mazā)
Doppiata da: Kikuko Inoue (ed. giapponese), Jolanda Granato (ed. italiana)
Madre è la dea e creatrice del Cosmo e ha dimensioni colossali. È l'obiettivo finale della ciurma di Shiki. Sembra avere qualche strano legame con quest'ultimo e si dice che chi giungerà a lei potrà rinascere nuovamente. Stando a ciò che dice Xiao Mei, è in grado di avverare qualunque desiderio anche se ad un prezzo importante ed è impossibile ritrovarla una seconda volta.
Xiao Mei (シャオメイ?, Shaomei)
Doppiata da: Honoka Inoue (ed. giapponese), Giulia Bersani (ed. italiana)
Xiao Mei è la narratrice della storia che spesso rompe la quarta parete. È in realtà un essere che ha ottenuto da Madre la piena conoscenza dell'universo ma per contro è confinata in uno squarcio dimensionale senza tempo e non può uscirci. Apparentemente è capace di vedere il passato, il presente e il futuro in tutto l'universo, adora poter aiutare anche se con degli scherzi è finora l'unica che si sia vista ad essere giunta a Madre anche se la sua posizione le è stata rimossa e le è precluso conoscerla nuovamente.
Clarisse Leiya (クラリス・レイヤー?, Kurarisu Reiyā)
Doppiata da: Nao Tamura (ed. giapponese), Giorgia Carnevale (ed. italiana)
Clarisse è la Segretaria della Gilda di Avventurieri di Meteor Torch anche detta Shooting Starlight, è amica di Rebecca, dal carattere gentile. Avverte la ragazza che il Master è scomparso ed inoltre spiega che la Gilda non è come quella di secoli fa, ma ignora il fatto che il Master Young sia un criminale e sia stato rapito da Illega su Guilst insieme alle B-Cuber o che si sia messo in affari con Drakken Joe.
Labilia Christy (ラビリア・クリスティ?, Rabiria Kurisuti)
Doppiata da: Ayumi Ayano (ed. giapponese), Martina Tamburello (ed. italiana)
Labilia è una B-Cuber di Shooting Starlight, nemica e rivale di Rebecca. È disposta a tutto pur di ottenere successo e gloria, spesso mostrandosi cattiva e opportunista. Viene catturata da Drakken Joe e torturata dopo aver preso in giro Rebecca su Sun Jewel.
Justice (ジャスティス?, Jasutisu)
Doppiato da: Daisuke Namikawa (ed. giapponese), Andrea Colombo Giardinelli (ed. italiana)
Nato col nome di James Holloway, Justice è uno degli Oracion Seis della Polizia Intergalattica, un ex principe e promesso sposo di Elsie, ma a quanto pare la ragazza provocò una guerra che culminò con la distruzione di un intero pianeta e perciò si unì alla GIA per giustiziarla. Condivide con lei il potere dell'Ether Gear Star Drain che gli permette di assorbire l'etere di un pianeta e sfruttarne il potere attraverso un Battle Dress. È ossessionato da un falso senso di giustizia crudele e sadica.
Jesse (ジェシー?, Jeshī)
Doppiato da: Yūji Murai (ed. giapponese), Simone Marzola (ed. italiana)
È un agente della Galaxy Intelligence Alliance, anche detta GIA così come Justice, Cross, ecc. Si era infiltrato nella ciurma di Elsie ma questa già sapeva che fosse un impostore. Nonostante ciò lo ha accolto e reso parte della sua "Famiglia" seguendo gli insegnamenti di Ziggy per poi lasciarlo andare incolume dopo il suo smascheramento.
Maria Slime (マリア・スライム?, Maria Suraimu)
Doppiata da: Yurie Kozakai (ed. giapponese), Francesca Bielli (ed. italiana)
È una degli uomini di Drakken Joe ed è una donna bellissima e fatale con il potere di allungare il proprio corpo a volontà. Si scopre essere un'aliena mutaforma di gelatina. Viene torturata da Sister per ottenere informazioni morendo nel mondo nº29.
Galaxy Intelligence Alliance
È la polizia Intergalattica, nemica di Elsie, Drakken Joe e Poseidon Nero, tuttavia non sono eroi ma una milizia segreta che mira a comandare l'intero universo fingendo buonismo e ideali di giustizia. I membri più forti di questa organizzazione si chiamano Oracion Seis e sono addestrati per combattere i sei Generali Intergalattici tra cui vi erano Elsie e Drakken e di cui fa ancora parte Poseidon Nero.

## Media

### Manga

#### Produzione
Ad alcuni mesi di distanza dalla conclusione di Fairy Tail, il 31 dicembre 2017 Hiro Mashima pubblicò un messaggio sul proprio profilo ufficiale Twitter nel quale promise di iniziare una nuova serie nel corso del 2018. Dopo aver presenziato al Festival international de la bande dessinée d'Angoulême in Francia, Mashima rivelò che la nuova serie sarebbe stata "una nuova forma di fantasy" e che il personaggio Plue della sua precedente serie Rave Master sarebbe stato presente anche nel nuovo manga. Nuovamente tramite Twitter, il 14 maggio 2018 Mashima rivelò ai propri seguaci di essere "un po' confuso" in quanto all'opera simultaneamente sia su questa serie, che su una continuazione di Fairy Tail e un altro progetto "segreto". A circa due settimane di distanza, il settimanale Weekly Shōnen Magazine del 30 maggio 2018 confermò l'arrivo del nuovo fumetto e che si sarebbe intitolato provvisoriamente Eden's Zero, in attesa del titolo definitivo.

#### Pubblicazione

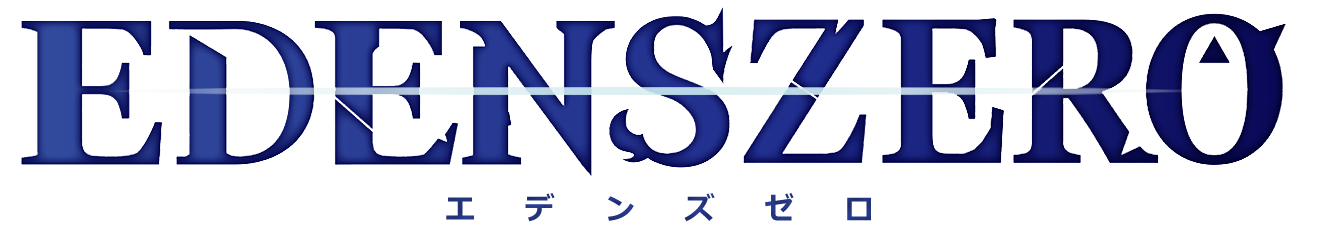
Logo della serie

La serie è stata pubblicata a partire dal 30º volume del 2018 della rivista Weekly Shōnen Magazine, uscito in Giappone il 27 giugno 2018. La serie è entrata nell'arco finale a dicembre 2022. Parallelamente alla serializzazione giapponese, il manga è edito contemporaneamente in altre cinque lingue diverse: inglese, francese, cinese, coreano e tailandese; la versione in inglese è curata dall'editore nord americano Kodansha USA e pubblicata sulle piattaforme Crunchyroll Manga, ComiXology e Amazon Kindle. In occasione dell'edizione 2018 della manifestazione Anime Expo, l'editore nord americano Kodansha USA annunciò che il primo volume giapponese del manga sarebbe stato disponibile a partire da ottobre 2018, salvo poi essere pubblicato il 14 settembre dello stesso anno. L'edizione cartacea inglese basata sui volumi nipponici è stata pubblicata dal 6 novembre 2018 mentre la casa editrice Star Comics pubblica la serie per il pubblico italiano a partire dal 1º maggio 2019.

### Anime
Un adattamento anime è stato annunciato nel giugno 2020 ed è stato trasmesso dall'11 aprile al 3 ottobre 2021 su NTV e relative reti affiliate. L'8 febbraio 2022 è stata annunciata la seconda stagione, trasmessa dal 1º aprile al 30 settembre 2023.
In Italia la prima stagione è stata distribuita da Netflix, mentre la seconda stagione è stata pubblicata da Dynit su Prime Video. 

### Videogiochi
Il 16 settembre 2020 Konami ha annunciato lo sviluppo di un videogioco basato su Edens Zero. Successivamente è stato rivelato durante una diretta streaming del Tokyo Game Show 2020 che erano in fase di sviluppo due differenti titoli, il primo un action RPG in 3D per console mentre il secondo un videogioco di ruolo e d'azione per dispositivi mobili. Quest'ultimo, intitolato Edens Zero Pocket Galaxy, è stato pubblicato il 24 febbraio 2022 per iOS e Android.
Il 17 dicembre 2021, Mashima ha annunciato che stava sviluppato un videogioco di Edens Zero in maniera indipendente e utilizzando il programma RPG Maker. Il gioco, Rebecca to kikai no yōkan (レベッカと機械ノ洋館?), descritto come un "progetto hobby" a cui ha lavorato nel tempo libero, è stato pubblicato gratuitamente su PC il 16 marzo 2022.
Un ulteriore videogioco sviluppato da Konami dal titolo Edens Zero per PlayStation 5, PlayStation 4, Xbox Series X/S, Microsoft Windows verrà pubblicato il 15 Luglio 2025.

## Accoglienza
In Giappone, il primo volume di Edens Zero ha raggiunto il 13º posto nella classifica settimanale di Oricon con 30 178 copie vendute. Il secondo volume si è classificato al 16º posto con 41 506 copie vendute, e il terzo volume al 18º posto con 31 316 copie.
Il primo volume ha ricevuto un'accoglienza mista da parte della critica su Anime News Network, dove è stato valutato su una scala da 1 a 5. Amy McNulty ha dato al volume una valutazione di 3,5, definendolo un "buon inizio" e lodando il ritmo, i personaggi e i disegni della storia, aggiungendo che "potrebbe non stupire nessuno". McNulty ha anche commentato le scelte visive e di design di Mashima simili a Fairy Tail - che ha notato potrebbero essere viste negativamente - ma ha ritenuto che il manga potesse trarre vantaggio dalla familiarità dei lettori con Fairy Tail e lo ha trovato accessibile ai nuovi lettori del lavoro di Mashima. Rebecca Silverman, che anche lei lo ha valutato con un punteggio di 3.5, considerava il manga il lavoro più oscuro di Mashima e lo ha elogiato per aver utilizzato temi che "hanno contribuito a far funzionare così bene la sua serie precedente Fairy Tail", citando come esempio il retroscena complementare di Shiki e Rebecca come orfani. Tuttavia, ha espresso una leggera preoccupazione per la storia che potrebbe creare confusione per i lettori con le implicazioni del volume del viaggio nel tempo e del cliffhanger in avanti. Faye Hopper, che ha dato al volume un punteggio di 3, ha trovato che il passaggio da "pastiche high fantasy a un fantascienza che ricorda Star Wars" ha contribuito ad arricchire la storia, ma ha criticato l'umorismo di Mashima e l'adesione alle convenzioni dei manga shōnen. Teresa Navarro gli ha dato un punteggio di 2, trovando i personaggi e lo stile artistico quasi identici a quelli di Fairy Tail, ma ha considerato il suo potenziale per ottenere un seguito di culto dai fan del genere shōnen.